# Affectionis vel benevolentiae causa
Affectionis vel benevolentiae causa (citata a volte, con inversione dei due genitivi, come benevolentiae vel affectionis causa) è un brocardo latino il cui significato è «per motivo di affetto e benevolenza». 
La frase ricorre spesso nel diritto privato (ad esempio, nel campo del diritto del lavoro) per qualificare quei rapporti in cui le prestazioni rese da un soggetto nei confronti di un altro non trovano la loro ragione in un rapporto contrattuale sinallagmatico oneroso, ma sono motivate da principi di ordine morale o religioso (riconoscenza, solidarietà) o da vantaggi che si spera di trarre dall'attività, pertanto, sono caratterizzate dalla presunzione di gratuità della prestazione. Si tratta di una presunzione semplice e non di una presunzione assoluta. Pertanto, nel corso di un giudizio, essa può essere vinta qualora uno degli interessati riesca a fornire prova contraria. 

## Applicazione nel diritto del lavoro
Nell'ambito del lavoro e della previdenza sociale, i rapporti di lavoro resi per affetto e benevolenza si differenziano da quelli oggettivamente qualificabili quali contratti di lavoro subordinato di cui all'art. 2094 c.c., in quanto questi ultimi sono assistiti dalla presunzione di onerosità del rapporto. 

### Lavoro nella comunità familiare
La presunzione di gratuità affectionis vel benevolentiae causa ricorre, di norma, tra coniugi e tra soggetti legati da vincoli di parentela o affinità. È invece dibattuta, in dottrina e in giurisprudenza, l'estensione della presunzione anche al caso di prestazioni lavorative rese, nell'ambito della famiglia e dell'impresa familiare, da soggetto convivente more uxorio. Un certo indirizzo giurisprudenziale riconosce la presunzione di gratuità, con l'eventuale onere della prova contraria incombente sul datore di lavoro o assuntore: in tal caso, il prestatore d'opera convivente non sarebbe assistito da alcuna tutela giuridica, non potendosi invocare l'applicazione dell'art. 230 bis del codice civile che regola l'istituto dell'impresa familiare nel diritto di famiglia italiano. Al contrario, un indirizzo considerato prevalente nega l'esistenza della presunzione di gratuità tra soggetti conviventi more uxorio, anche qualora le prestazioni siano effettivamente rese affectionis vel benevolentiae causa: secondo gli aderenti a questo indirizzo, infatti, una scelta difforme integrerebbe un ingiustificato arricchimento per il beneficiario, con violazione dell'articolo 2041 del Codice civile. Secondo questo indirizzo, perché possa applicarsi la presunzione di gratuità occorre che sia «fornita, anche in via presuntiva, la dimostrazione rigorosa di una comunanza di vita e di interessi tra i conviventi more uxorio che non si esaurisca in un rapporto meramente spirituale, affettivo e sessuale, ma, analogamente al rapporto coniugale, dia luogo alla partecipazione, effettiva ed equa, alle risorse della famiglia di fatto».

### Altri ambiti
La  gratuità affectionis vel benevolentiae causa può rinvenirsi anche in situazioni diverse, come è il caso di prestazioni rese da un professionista in particolari situazioni (varie sentenze della Corte suprema di cassazione: Cass. 17 agosto 2005, n. 16966; 4 aprile 2006, n. 7823; 27 settembre 2010, n. 20260). 
La stessa presunzione non opera, invece, per le prestazioni rese da un soggetto nei confronti dell'istituto religioso di appartenenza: in tal caso, il beneficiario delle prestazioni lavorative deve fornire prova rigorosa del fatto che 'tutte' le prestazioni lavorative, comprese quelle eccedenti il "piano retta", siano state prestate per motivi religiosi e "non in inadempimento dell'obbligazione civilistica di pagare il vitto e l'alloggio" (si veda: Cass. 20 febbraio 2006, n. 3602, riguardante le prestazioni verso un istituto biblico di un seminarista che aveva accettato di pagare la retta, in tutto o in parte, con prestazioni lavorative).